# Ingravidesa
|  | No s'ha de confondre amb microgravetat. |

Amb quasi ingravidesa (en caiguda lliure a velocitat lenta), es formen gotes d'aigua en forma d'esferes. A velocitats més elevades, l'aire alenteix la caiguda lliure i les gotes s'aplanen en direcció a la caiguda.

La ingravidesa es refereix a un estat en què el pes no és perceptible per a un cos. Això també s'anomena zero-g, tot i que el terme més correcte és “ força zero zero ”. Llavors no pressiona sobre una base: no hi ha contraforça. L'estat de quasi ingravidesa s'anomena microgravitat.
Generalment, un cos està en un estat d'ingravidesa quan la gravetat el pot accelerar sense ser obstaculitzat per una força contrària. Hi ha aquestes condicions en una bona aproximació en caiguda lliure (per exemple en una torre de caiguda), quan no hi ha vol a l'espai o durant un vol parabòlic. La ingravidesa afecta totes les parts del cos accelerat sense obstacles per igual. Per tant, un objecte que és alliberat per un astronauta a la ISS flota lliurement al seu costat a l'espai: la ISS, l'astronauta i l'objecte experimenten pràcticament la mateixa acceleració en el seu camp gravitatori quan "cauen" lliurement al voltant de la Terra.
La ingravidesa completa només seria possible en un camp gravitatori espacial de forma constant que no existeix. Per tant, el cos no està sotmès al mateix efecte gravitatori a totes les seves parts, cosa que es nota en caiguda lliure com a força de marea o microgravitat.
Quan el camp gravitatori no és uniforme, un cos en caiguda lliure experimenta efectes mareals i no està lliure d'estrès. A prop d'un forat negre, aquests efectes de marees poden ser molt forts. En el cas de la Terra, els efectes són menors, sobretot en objectes de dimensions relativament petites (com el cos humà o una nau espacial) i es manté la sensació global d'impondonància en aquests casos. Aquesta condició es coneix com a microgravitat i predomina en les naus espacials en òrbita.

## Estudi

Anàlisi de la velocitat d'escapament d'Newton. Va pensar experimentar en disparar una bala de canó horitzontal, que és finalment sense pes giraria a una velocitat prou alta inicial a la Terra (C, D).

L'efecte de la gravetat a la terra es mostra, per exemple, pel fet que una poma cau de l'arbre a terra o que som pressionats el sòl amb el nostre pes. El pes afecta a tot el cos i a totes les parts, es mostra com a volum. El que sentim com a pesadesa i normalment ho equiparem amb la gravetat es basa en el fet que el sòl exerceix una força contrària des de baix. Tanmateix, això no funciona de manera uniforme a totes les parts del nostre cos, sinó més fortament als nostres peus, que han de portar tot el nostre pes, molt més feble al coll, que només porta el cap. Per això el nostre cos es comprimeix una mica.
La manera més senzilla d'aconseguir ingravidesa, almenys per un temps limitat, és la caiguda lliure. Per a una caiguda completament lliure, la influència de frenada de l'aire s'ha de desactivar, que aconsegueix en les torres de caiguda evacuades.
Tots els cossos llançats vertical, obliqua o horitzontalment o, generalment, tots els cossos sobre un tir parabòlic no tenen pes (sense cap força addicional, especialment sense fricció de l'aire). En els anomenats vols parabòlics, s'aconsegueixen fins a 90 segons d'ingravidesa durant els quals la fricció de l'aire a l'avió es compensa amb l'empenta dels motors o les maniobres de vol adequades. Els vols parabòlics originalment estaven destinats a l'entrenament d'ingravidesa per als astronautes, però ara s'utilitzen principalment per a experiments científics en microgravitat (per exemple, ciència de materials o biologia cel·lular) i per provar tecnologies espacials. Hi ha vols parabòlics comercials a diferents països.

## Ingravitació en l'espai

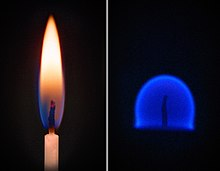
Combustió com s'observa en la Terra (esquerra) i en estat d'ingravitació (dreta).

El pes, força amb què un astre atreu a un vehicle espacial, és inversament proporcional al quadrat de la distància i, consegüentment, disminueix amb rapidesa quan l'aparell s'allunya d'aquell: en doblegar la distància al seu centre, l'atracció és quatre vegades menor (22 vegades); en triplicar la mateixa, l'atracció és 9 vegades menor (32 vegades), etc. No obstant això, aquesta no és la raó que els astronautes i els objectes es trobin en estat d'ingravitació. Els astronautes senten l'efecte de la ingravitació perquè ells van en una constant caiguda lliure al voltant del planeta, van ser llançats a l'espai amb una inclinació i una velocitat predeterminada per a poder aconseguir quedar en òrbita. Li dónes més velocitat al sistema i els astronautes s'allunyaran en l'espai; els llances amb menys força i els mateixos acabaran per caure a terra. El mateix ocorre amb l'ocupant d'un ascensor si es trenqués el cable i si no existís cap frec de la cabina amb l'aire ni amb les guies. Sensació d'ingravitació.

## Exemples d'ingravidesa aproximada en la vida quotidiana
- En saltar en un trampolí a 1,5 metres d'alçada, es pot experimentar la sensació de ingravidesa durant més d'un segon.
- Si una embarcació es llança a uns pocs metres, els objectes que hi ha al seu interior es comporten sense pes els uns amb els altres. Exemples: una ampolla d'aigua de plàstic gran i buida amb alguns fruits secs o bales de vidre; un cub enganxat de plexiglàs amb objectes al seu interior; un globus de vidre amb aigua, que s'agita vigorosament de manera que pugueu observar les bombolles d'aire mentre es tira.[3]
- Fins i tot quan se salta en una torre o en un pònting, el cos del saltador se sent ingràvid (fins i tot només per uns segons) fins que es toca la superfície de l'aigua o la corda de goma es tensa. Quan se salta des d'una gran alçada, per exemple amb un paracaigudes, la sensació d'ingravidesa s'acaba al cap d'uns segons, ja que la resistència a l'aire es percep clarament.
- La ingravidesa zero de segon també es pot experimentar en diverses atraccions a parcs d'atraccions, especialment muntanyes russes i torres de caiguda lliure. A l'argot de fanàtics s'anomena temps d'aire allà.

Les simulacions subaquàtiques, com les que s'utilitzen per entrenar astronautes, no tenen ingravidesa o “falta de contraforça”: Només la gravetat és compensada amb la flotabilitat estàtica a l'aigua. L'astronauta flota en l'aigua, però la força contrària també actua sobre el seu cos des de l'exterior, com una força superficial. Per tant, no té la mateixa sensació en l'aigua que en caiguda lliure, sinó que se sent arrossegat per l'aigua.

## Gravitat zero aproximada a l'òrbita terrestre

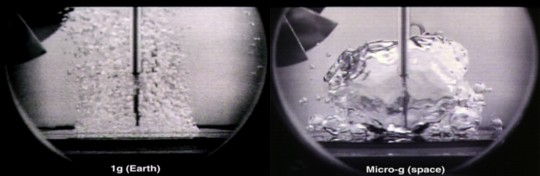
Comparació d'aigua bullent amb gravetat normal (1 g, a l'esquerra) i amb microgravitat (dreta). La font de calor es troba a la secció inferior de la imatge.

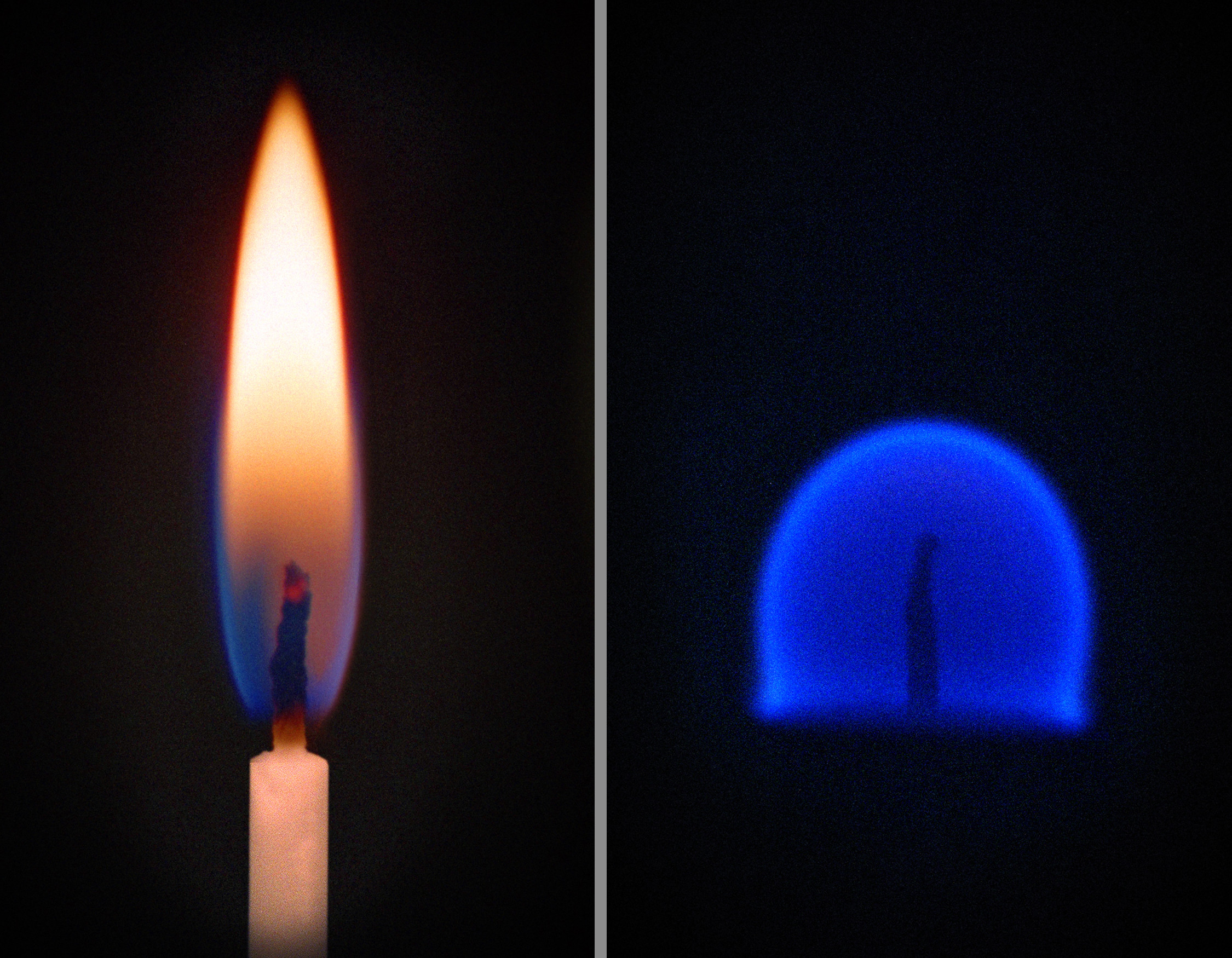
Comparació d'una flama d'espelma encesa a la superfície de la terra (esquerra) i amb microgravitat (dreta).

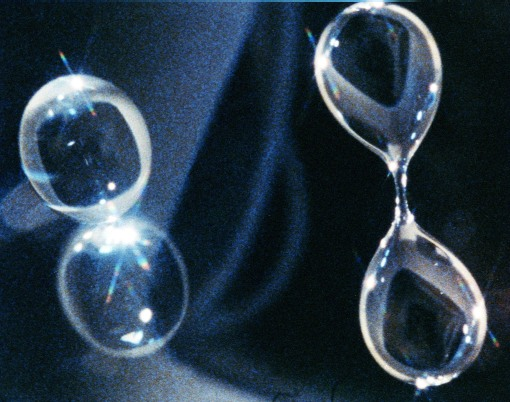
Gotes en microgravetat

Fins ara, els viatgers espacials terrestres només han deixat les proximitats immediates de la Terra en algunes missions de l'Apollo-Moon. Tots els altres astronautes orbiten a uns 500 km sobre la superfície terrestre. En una òrbita terrestre baixa, típica per a viatges espacials tripulats, està constantment en condicions d'ingravidesa. Tot i que aproximadament el 90% de la gravetat de la Terra encara actua a l'alçada a la qual se sol ubicar una estació espacial, no és perceptible per als astronautes, precisament perquè la gravetat accelera totes les masses, inclosos els astronautes, de manera uniforme i no hi actuen altres forces.
La ingravidesa que es pot aconseguir no és perfecta, els efectes de la gravetat encara es noten lleugerament:
- La força del camp gravitatori terrestre no és homogeni, és a dir, disminueix una mil·lèsima per cada tres metres amb la distància cada vegada més gran des de la Terra (aquesta regla general s'aplica a l'àrea propera a la Terra fins a uns quants centenars de quilòmetres d'altura). Per tant, la diferència gravitatòria dins del volum de la nau espacial ja es troba en el rang mesurable.
- La part més allunyada d'un cos en òrbita experimenta una força centrífuga més gran que la més propera.
- En òrbita, l'atmosfera és molt prima, però encara hi ha aire allà, la resistència a l'aire fa que la nau es desacceleri a causa de la fricció. Això crea una força d'avanç en els viatgers espacials, ja que la frenada no es compensa amb un motor petit en marxa permanent, però només de manera intermitent.

La força de marea sobre un cos en la nau espacial, que és causada pels dos primers punts, s'allunya del terra si el cos està per sobre del centre de gravetat de la nau espacial, a la part restant de la nau espacial actua cap avall, cap a terra. A la llarga, tot cau a la paret superior o inferior de la nau espacial.

Gent a la ingravidesa
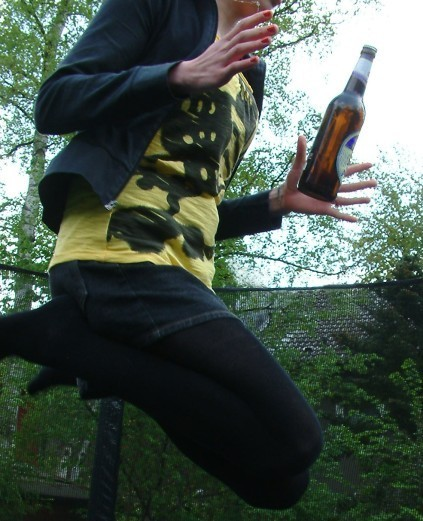
Ingravidesa en el trampolí: l'ampolla flota al costat del pont.
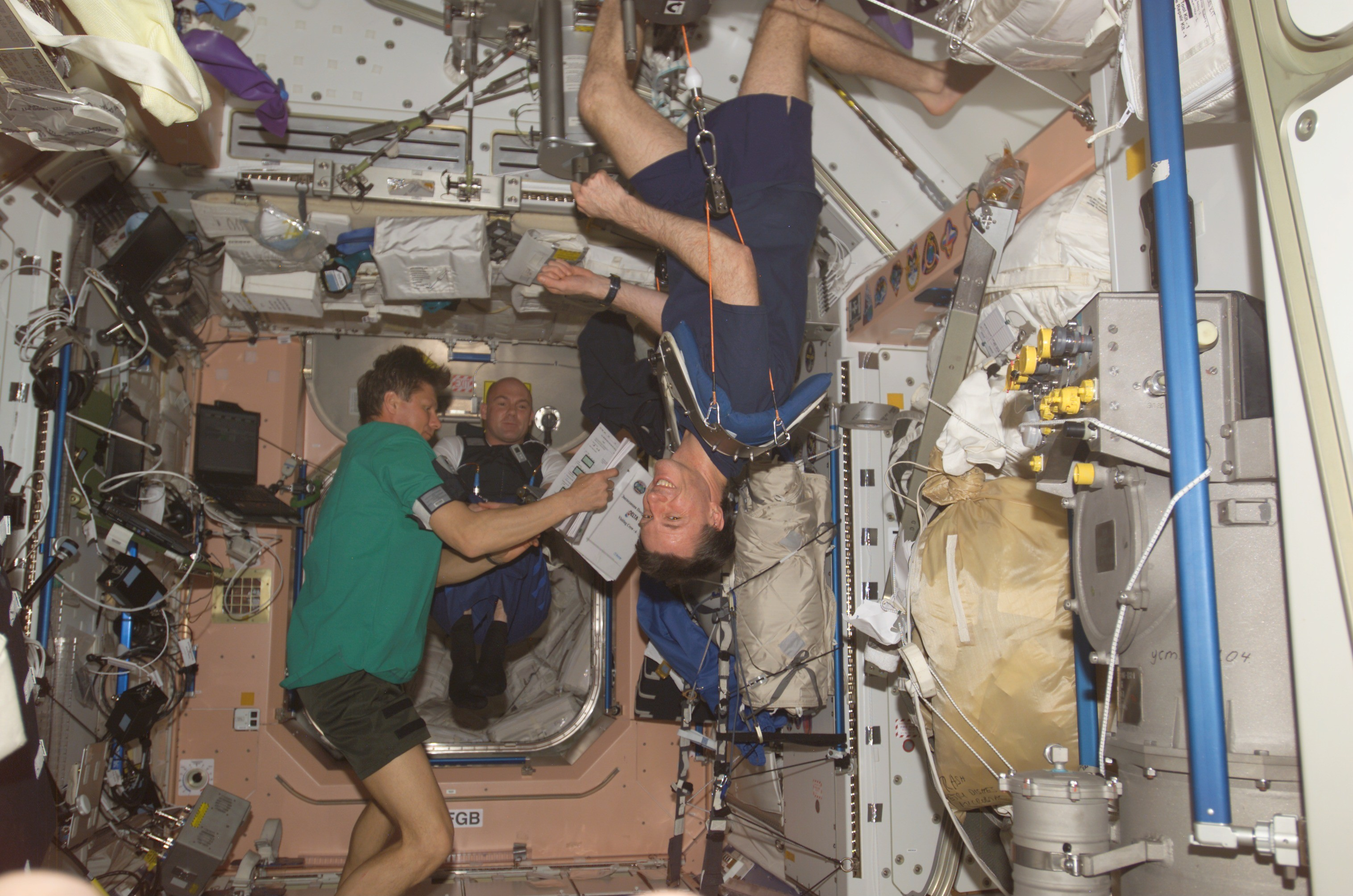
A bord del ISS: Michael Foale entrena a la cinta corredora que penja al "sostre".
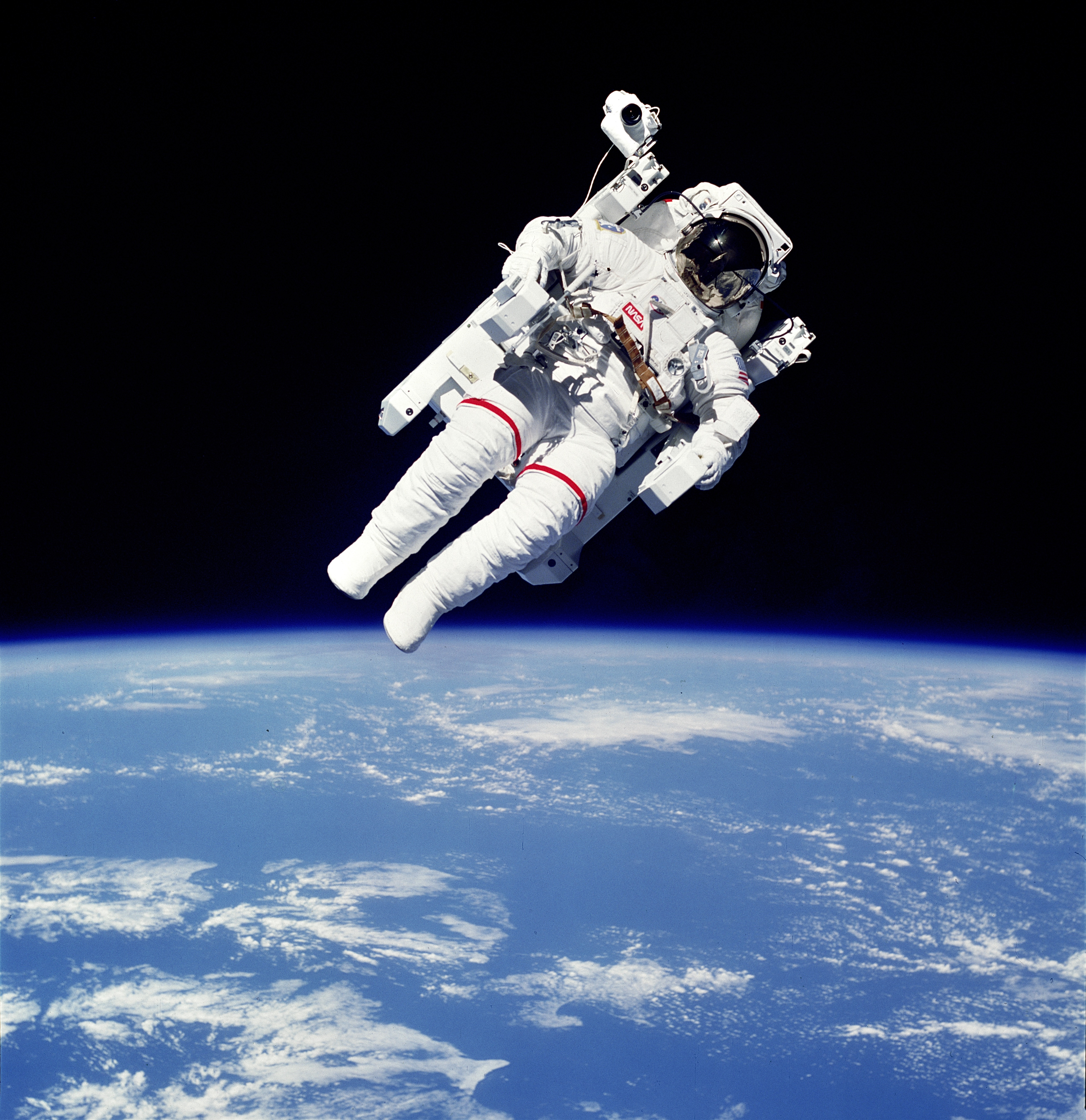
Astronauta ingràvid en òrbita terrestre baixa
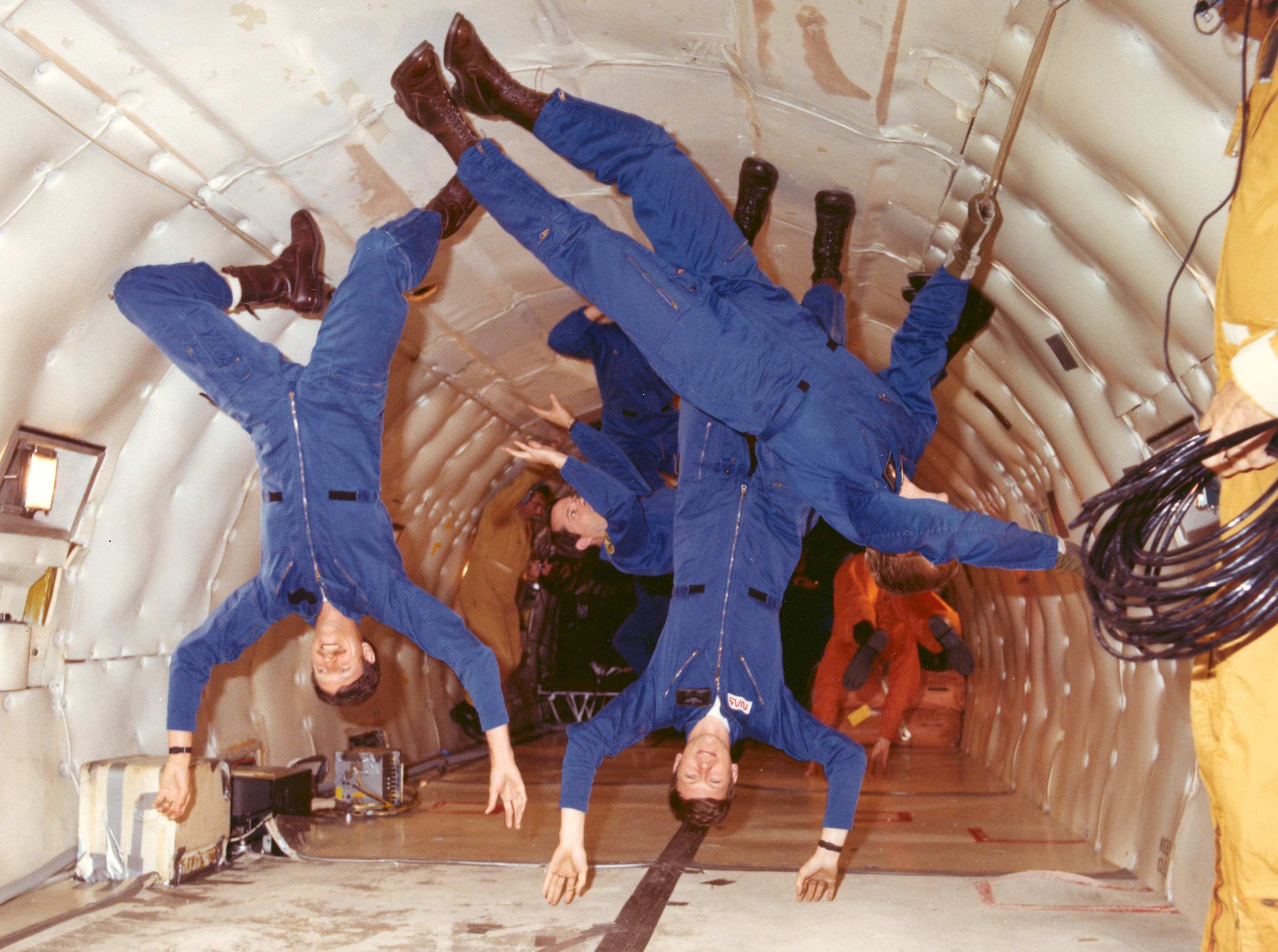
Ingravidesa durant un vol parabòlic en un Boeing C-135

## Efectes de la microgravitat
La ingravidesa pot causar problemes en dispositius tècnics sensibles (especialment en aquells que tenen moltes parts mòbils). Els processos físics que depenen de l'efecte del pes dels cossos (com la convecció, vegeu, per exemple, amb espelmes o bullir amb aigua) no funcionen en la ingravidesa més que alguns dispositius quotidians, com ara dutxes, lavabos o vàters.
És per això que s'utilitzen instal·lacions sanitàries (com un lavabo amb sistema d'aspiració fecal) en les llançadores i estacions espacials especialment adaptades a la ingravidesa. A l'espai, la gent no beu de tasses o gots, sinó de tubs o tasses amb tapa i palles que es poden tancar.
En molts casos, el cos humà reacciona davant la síndrome d'adaptació a l'espai, que, com la cinetosi és causada per una confusió del sentit de l'equilibri.
A mesura que s'acostuma a la condició d'ingravidesa, desapareixen els símptomes característics de la malaltia de l'habitació (marejos, nàusees i vòmits). La ingravidesa a llarg termini (dos mesos o més) condueix a una adaptació del cos humà a l'indret (especialment notable en l'àrea de la columna vertebral i les cames): la massa òssia i muscular, així com la reducció del volum sanguini, que causa molts problemes de salut per als astronautes quan es preparen en tornar a la Terra. Per evitar-ho, els viatgers espacials en missions de llarga durada (en una cinta per córrer o un ergòmetre) han de contrarestar la resistència creada artificialment per la ingravidesa. El 2012, els estudis en astronautes també van mostrar canvis en el cervell i els ulls.

## Experiments de caiguda lliure en la ingravidesa (aproximat)

Temps d'ingravidesa en funció de l'altura de caiguda. Els valors es dupliquen, encara que l'ascens no tingui força.

La ingravidesa ofereix condicions especials de recerca. Per exemple, es pot observar millor la força adhesiva i les propietats de la tensió superficial. A la vida quotidiana, la seva interacció amb els líquids que cauen lliurement fa que una columna d'aigua (font, petita cascada) es deformi de forma de cadena, ja que la tensió superficial intenta formar gotes esfèriques, mentre que la cohesió intenta mantenir la columna d'aigua unida.
- La torre de caiguda de Bremen de 146 metres permet una altura de caiguda de 110 m en un tub al buit amb un diàmetre de 3,5 m. Tot i això, amb aquesta gran alçada, el temps de caiguda és encara relativament curt, d'uns 4,7 segons. Els experiments es duen a terme en una càpsula de caiguda especialment dissenyada, que es frena al final de la secció de caiguda en un recipient de 8 m d'alçada ple de grànuls de poliestirè de gra fi. Allà, els "candidats a la prova" tenen una velocitat màxima de 167 km/h. Des del 2004, la torre també té una catapulta amb la qual es pot disparar la càpsula de caiguda. L'experiment experimenta aleshores la ingravidesa aproximadament 9,2 segons, ja que la pujada ja és una "caiguda lliure".[7]
- L'ascensor Einstein de 40 metres d'altura de l'Institut de Tecnologia de Hannover (HITec) de la Universitat de Hannover té una distància de caiguda de 20 m d'ascens i descens lliure i permet fins a 100 proves per dia amb quatre segons d'ingravidesa.
- Una "mini torre de caiguda" d'uns dos metres d'alçada permet una caiguda de 0,6 segons, cosa que és suficient per a l'observació i l'avaluació mitjançant un senyal de vídeo i un ordinador.
- Una aplicació antiga de les torres de caiguda és la fabricació de perdigons. Es permet que el plom líquid plogui a través d'un tamís finíssim de plom fos a l'interior d'una torre de plom. Durant la caiguda lliure, les gotes de plom prenen la forma esfèrica rodona.

## Efectes per a la salut humana
Després de l'arribada d'estacions espacials que poden estar habitades durant llargs períodes, s'ha demostrat que l'exposició a la ingravidesa té alguns efectes perjudicials per a la salut humana. Els humans estan ben adaptats a les condicions físiques a la superfície de la Terra. Com a resposta a un llarg període d'impebregència, diversos sistemes fisiològics comencen a canviar i atrofiar-se. Tot i que aquests canvis solen ser temporals, poden derivar-se problemes de salut a llarg termini.
El problema més comú que experimenten els humans en les hores inicials de la ingravidesa es coneix com a síndrome d'adaptació espacial o SAS, comunament coneguda com a malaltia espacial. Els símptomes del SAS són nàusees i vòmits, vertigen, mals de cap, letargia i malestar general. El primer cas de SAS va ser denunciat pel cosmonauta Guérman Titov el 1961. Des de llavors, aproximadament el 45% de totes les persones que han volat a l'espai han patit aquesta condició. La durada de la malaltia espacial varia, però en cap cas ha durat més de 72 hores, després de la qual cosa el cos s'ajusta al nou entorn.